# Fresnay-l’Évêque
Fresnay-l’Évêque település Franciaországban, Eure-et-Loir megyében. Lakosainak száma 741 fő (2022. január 1.). Fresnay-l’Évêque Trancrainville és Ymonville községekkel határos.

## Népesség
A település népességének változása:
| Lakosok száma | 624  | 510  | 555  | 635  | 743  | 748  | 741  | 735  | 737  | 741  |
|               | 1968 | 1982 | 1990 | 2006 | 2013 | 2015 | 2017 | 2019 | 2020 | 2022 |